# I ♥ ×××
《I ♥ ×××》是大塚愛第21張單曲，是大塚愛結婚後的首張單曲。由艾迴於2010年9月8日於日本發行。

## 收錄曲目

### CD
1. I ♥ ××× (05:08)
NHK「大家的歌」2010年8-9月度使用曲。
日本第77回NHK全國學校音樂比賽中學部課題曲。
2. I ♥ ×××（演奏版）(05:04)

### DVD
1. I ♥ ×××(Music Clip)